# Sinaia (vaixell)
Sinaia és el nom d'un vaixell transatlàntic francès, amb 8.567 tones de desplaçament, 112 m d'eslora i una velocitat màxima de 14 nusos. Havia estat concebut per transportar 132 passatgers en cabina i 522 en tercera classe. Fou avarat el 1924 a les drassanes de Barclay, Curle & Co., a Glasgow, per la Fabre Line de Marsella. Va realitzar altres tasques com el transport de pelegrins musulmans a La Meca o el transport de soldats. El seu avarament va ser realitzat per la reina Maria de Romania, que li va donar nom al vaixell en homenatge a Sinaia (Romania), població on es trobava el castell de Peles, residència reial.

## Temps de l'exili republicà

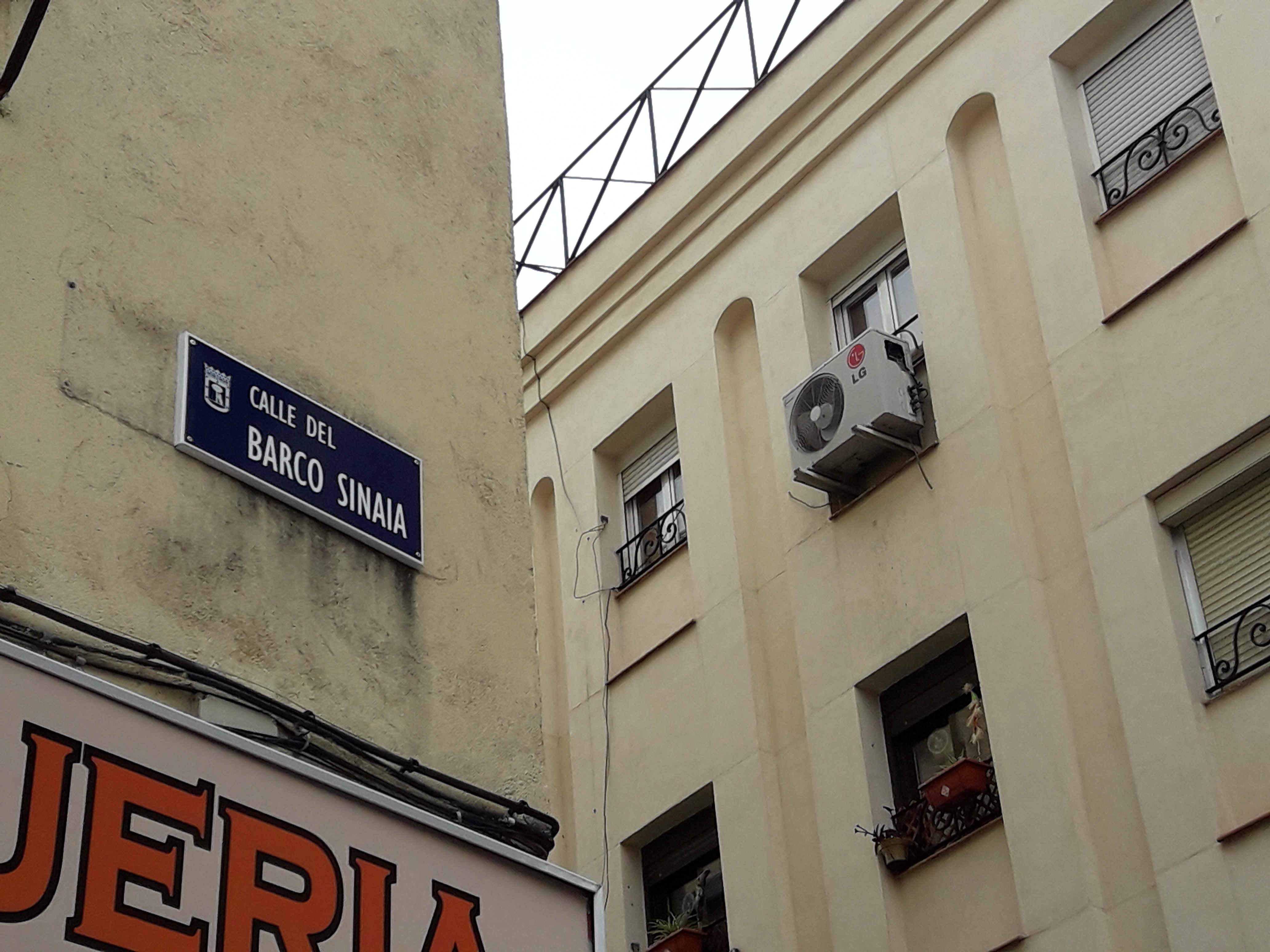
Carrer del Barco Sinaia a Madrid (fins 2018 carrer del Creuer Baleares).

El 1939 el Sinaia fou noliejat pels quàquers anglesos, i per associacions diverses d'intel·lectuals europeus, per traslladar refugiats de la Guerra Civil espanyola de França a Amèrica. Durant el conflicte, Mèxic ja havia acollit més de 400 nens procedents, en la seva majoria, de Catalunya i el País Valencià, que fugien de la guerra. Després també arribarien petits grups de refugiats a bord dels vaixells Nyassa, Flandre, Ipanema, De Grasse i Méxique.
El Sinaia salpà del port de Seta el 25 de maig de 1939 i entrà al port de Veracruz, a Mèxic, el matí del 13 de juny. En total hi van embarcar 307 famílies, 1.599 persones, la majoria (953) homes més grans de 15 anys que s'havien refugiat a França després del final de la Guerra Civil a Espanya l'1 d'abril i que havien acceptat l'oferta del president de Mèxic, Lázaro Cárdenas, de ser acollits. Tots els passatgers van ser alliberats dels camps de concentració francesos.
El viatge va ser organitzat pel Servei d'Evacuació de Refugiats Espanyols (SERE) i l'organització mexicana, Comitè Tècnic d'Ajuda als Refugiats Espanyols. El projecte d'acollir en massa els refugiats de la guerra es va estar preparant amb antelació per l'ambaixador espanyol a Mèxic, Félix Gordón Ordás, i el govern del país amfitrió. Entre els passatgers hi havia gent de tota condició i ofici, destacant-hi intel·lectuals, escriptors, científics i polítics. Les condicions del viatge van ser molt dures a causa de l'amuntegament, si bé l'organització dels viatgers mateixos en va atenuar els efectes. Durant el trajecte van morir alguns exiliats i va haver-hi, almenys, un naixement.
A bord, els passatgers editaren el Diario del Sinaia, en el qual participaren, entre molts d'altres, el fotògraf gallec Francisco Souza, que amb la seva cèlebre Leica servà escenes inoblidables, el poeta castellà Pedro Garfias o el pintor Arturo Souto, també gallec. El Diario del Sinaia constitueix un document importantíssim i corprenedor de la història de l'exili. Es va informar als passatgers de les circumstàncies del viatge i es van donar conferències per a orientació de les famílies i coneixement del país que els anava a acollir. Es van realitzar dues escales, encara que els passatgers no van poder baixar a terra: primer a Madeira i després a Puerto Rico, on es va fer arribar diners i aliments als passatgers. A la seva arribada a Veracruz el vaixell va ser rebut per una multitud amuntegada en el moll, molts d'ells espanyols i amb la presència del secretari de Governació mexicà, Ignacio García Téllez, que en les seves paraules de benvinguda va assenyalar:
| « | No us rebem com a nàufrags de la persecució dictatorial a qui misericordiosament es llança una taula de salvació, sinó com a defensors aguerrits de la democràcia republicana i de la sobirania territorial, que van lluitar contra la maquinària opressora al servei de la conspiració totalitària universal. El Govern i poble de Mèxic us reben com a exponents de la causa imperible de les llibertats de l'home. Les vostres mares, esposes i fills, trobaran en el nostre sòl una faldilla afectuosa i hospitalària. | » |

Seguiren, entre d'altres, el vapor Ipanema al juliol, amb 998 exiliats, o el Méxique amb 2.200. Fins a 1942, es calcula que, entre 22.000 i 30.000 refugiats van arribar al país.

## Segona Guerra Mundial
El novembre de 1942 va ser requisat pel Tercer Reich i convertit en vaixell hospital. El 1944 va ser barrinat pels mateixos alemanys davant Marsella. Finalment, finida la guerra, el 1946, fou hissat a flor d'aigua i desballestat.

## Alguns viatgers del Sinaia
- Enriqueta Agut Armer, mestra
- Modest Bargalló i Ardèvol
- Frimari Burguès i Cañomeras
- Cleòpatra Burguès i Padrós
- Rossend Carrasco Formiguera, metge
- Víctor Colomer Nadal, mestre i polític
- Teresa Vilasetrú i Teixidor, mestra
- Ramon Fontanet i Serralta
- Ramón Gaya, escriptor i pintor.
- Elvira Godàs i Vila i el seu marit, Josep Cervera, mestres.
- Juana Ontañón Valiente, el seu marit Miguel del Río Guinea, mestres.
- Hortènsia Padrós i Viñals
- María Roldán Castros i el seu marit, Sigfredo Ordón, veterinaris.
- Juana Francisca Rubio, el seu marit, José Luís Bardasano, amb els seus fills, tots dos pintors i dibuixants.
- Cecilia Sanz Sanz i Vicente Ridaura, el seu marit, metges tots dos.
- Concepción Tarazaga i Colomer, mestra; una escola de Ciutat de Mèxic porta el seu nom.
- Elena Verdes Montenegro i la seva família.